# Tuvalu ai Giochi della XXIX Olimpiade
Tuvalu partecipò ai Giochi della XXIX Olimpiade, che si svolsero nel 2008 a Pechino, Cina.

## Risultati

### Atletica leggera
| Atleta          | Evento                    | Finale    | Finale            |
| Atleta          | Evento                    | Risultato | Classifica        |
| --------------- | ------------------------- | --------- | ----------------- |
| Okilani Tinilau | 100 metri piani maschili  | 11"48 NR  | 8° al primo turno |
| Asenate Manoa   | 100 metri piani femminili | 14"05 NR  | 8° al primo turno |

### Sollevamento pesi
| Atleta      | Evento         | Finale    | Finale     |
| Atleta      | Evento         | Punteggio | Classifica |
| ----------- | -------------- | --------- | ---------- |
| Logona Esau | 69 kg maschile | 254       | 23°        |